# Amyema cambagei
Amyema cambagei är en tvåhjärtbladig växtart som först beskrevs av William Faris Blakely, och fick sitt nu gällande namn av Danser. Amyema cambagei ingår i släktet Amyema och familjen Loranthaceae. Inga underarter finns listade i Catalogue of Life.